# Hallandsåstunneln
Hallandsåstunneln är en järnvägstunnel på Västkustbanan, mellan den norra och södra sidan av Hallandsåsen i Skåne län, på gränsen mellan landskapen Halland och Skåne. Hallandsåstunneln går genom Båstads kommun, från Förslöv i söder till Båstad i norr. Den är Sveriges längsta järnvägstunnel och består av två parallella enkelspårstunnlar på vardera 8,7 kilometer (dock har Stockholms tunnelbana en längre tunnel i form av Blå linjen).
Planeringen för tunnlarna inleddes 1975, och tunneldrivningen påbörjades 1992. Den 25 augusti 2010, 18 år efter byggstarten, gjordes genombrottet i den östra tunneln, medan den västra blev genomborrad 4 september 2013. Därefter följde järnvägsinstallationer från 2013 till 2015. Tunnlarna invigdes den 8 december 2015. Reguljär trafik påbörjades den 13 december 2015.
Bygget av tunneln har uppmärksammats för de tekniska svårigheter som uppstått vid tunneldrivningen genom åsen (som är en horst), vilket i sin tur orsakade omfattande förseningar och fördyringar av projektet. Tunnelbygget har även varit kontroversiellt på grund av dess påverkan av miljön. Tunnlarna är en del av utbyggnaden av Västkustbanan till dubbelspår för att öka trafikkapaciteten. Tunnelbygget utfördes med två tunnlar med tvärpassager för att tillgodose kravet på utrymningvägar vid exempelvis brand. Alternativet till detta var ett mindre tunnelrör för utrymning parallellt med en tvåspårig järnvägstunnel (som till exempel Björnböletunneln). Den äldre enkelspåriga banan över åsen mellan Båstad och Förslöv har därefter rivits och banvallen blivit ett cykelspår.

## Trafiken genom tunneln

Delar av västkustbanan (röd) och Markarydsbanan (lila)

Trafiken på Västkustbanan är en viktig länk i det nationella järnvägsnätet. I norr ansluter Västkustbanan till Göteborg och i söder till Lund där Södra stambanan mot Malmö tar vid. På västkustbanan bedrivs såväl gods- som persontrafik. Persontrafiken går normalt mellan Göteborg och Malmö och körs dels av Öresundståg, dels av SJ. Strax söder om Halmstad finns en alternativbana till Västkustbanan. Det är Markarydsbanan som sträcker sig mellan Halmstad, Markaryd och Hässleholm, där Södra stambanan mot Malmö tar vid. Markarydsbanan är i huvudsak trafikerad med godstrafikoch Pågatåg på sträckan Hässleholm - Markaryd.
Den tidigare sträckningen av Västkustbanan över Hallandsåsen gick genom den nord-sydgående Sinarpsdalen, där banans högsta punkt låg cirka 100 meter ovan havsytan. Banan gick längs åsens västsluttning för att undvika de värsta branterna. Sträckan invigdes 1885 och hade stigningar uppemot 12 promille (12 meter per kilometer) samt var enkelspårig med många kurvor, varav ett tiotal med radier neråt 220 meter. Kurvorna var ett problem för godstågen eftersom skarpa kurvor skapar ett motstånd, samtidigt som de hindrade godstågen att ta fart för att klara backen bättre.
Den nya tunnelsträckningen med dubbelspår har en kapacitet på uppemot tolv tåg per timme och färdriktning, jämfört med den tidigare kapaciteten på två tåg per timme och färdriktning.
Godstågen gick tidigare via Markarydsbanan, vilket berodde på att banan över åsen begränsade tågvikten.

## Tunnelbygget

### Beslutsprocessen
Den första utredningen om anläggandet av en tunnel genom Hallandsåsen gjordes 1985. Denna utredning gjordes i ett samarbete mellan de tre berörda länsstyrelserna (de dåvarande Malmöhus län och Kristianstads län samt Hallands län), Statens Järnvägar, Båstads kommun och LO:s näringspolitiska grupp. Utredningen tittade bland annat på vilka miljökonsekvenser en tunnel skulle ha. Det enda negativa för miljön bedömdes vara att skador på Hallandsåsens almskog var ofrånkomliga samt att tågresenärerna skulle gå miste om den naturupplevelse som den gamla järnvägssträckningen innebar. 1990 gjorde miljökonsultbolaget VIAK en mer omfattande utredning om ett tunnelbygge på uppdrag från Banverket. Utredningen ansåg att skadorna på miljön skulle bli få. Utredningen tog även upp att det inte är lämpligt att bygga tunnlar genom Hallandsåsen. Eftersom åsen är sprickig och mycket vattenförande skulle det krävas en speciell byggteknik och särskilda åtgärder för förstärkning och tätning av tunneln. I juni 1991 fattade regeringen beslut att tunneln skulle byggas trots att ansökningarna om bygglov ännu inte hade beviljats och det saknades en vattendom. 1992 lämnade Banverket en ansökan till Vattendomstolen för att fastställa villkoren för tunnelbygget och där tog man upp att åsen är mycket vattenförande på vissa ställen och att det krävdes tätningsarbeten för att inte tunnelbygget skulle sänka grundvattennivån. Banverket ansåg sig dock genom tätningsarbeten kunna begränsa läckaget av vatten till endast 3,5 liter i sekunden per 1 000 meter tunnel. Hur tätningen skulle gå till nämndes inte utan framställdes som en teknisk utmaning som var möjlig att lösa.

### Tunnelbygget fram till 1997

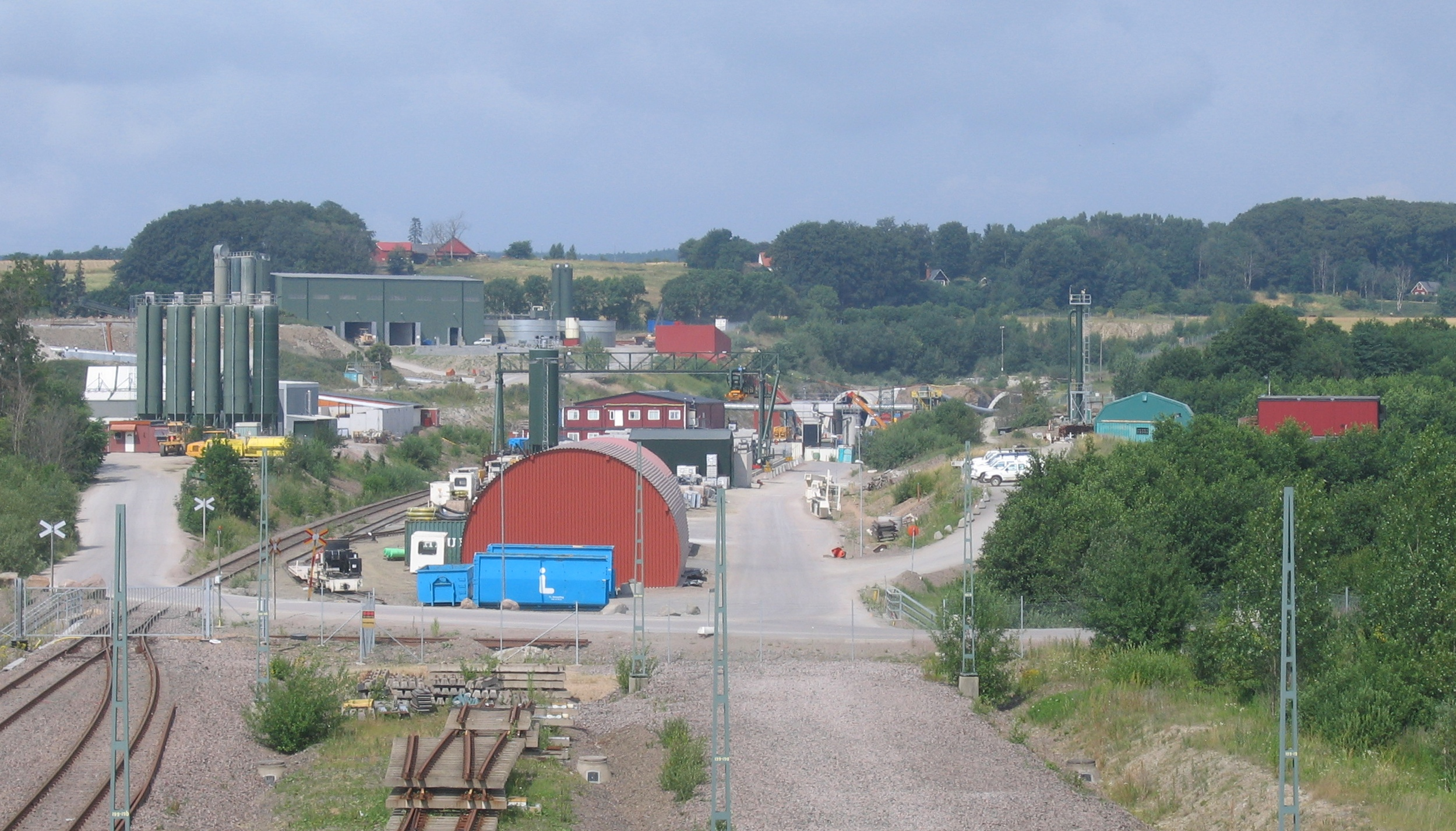
Tunnelns sydportal vid Förslöv.

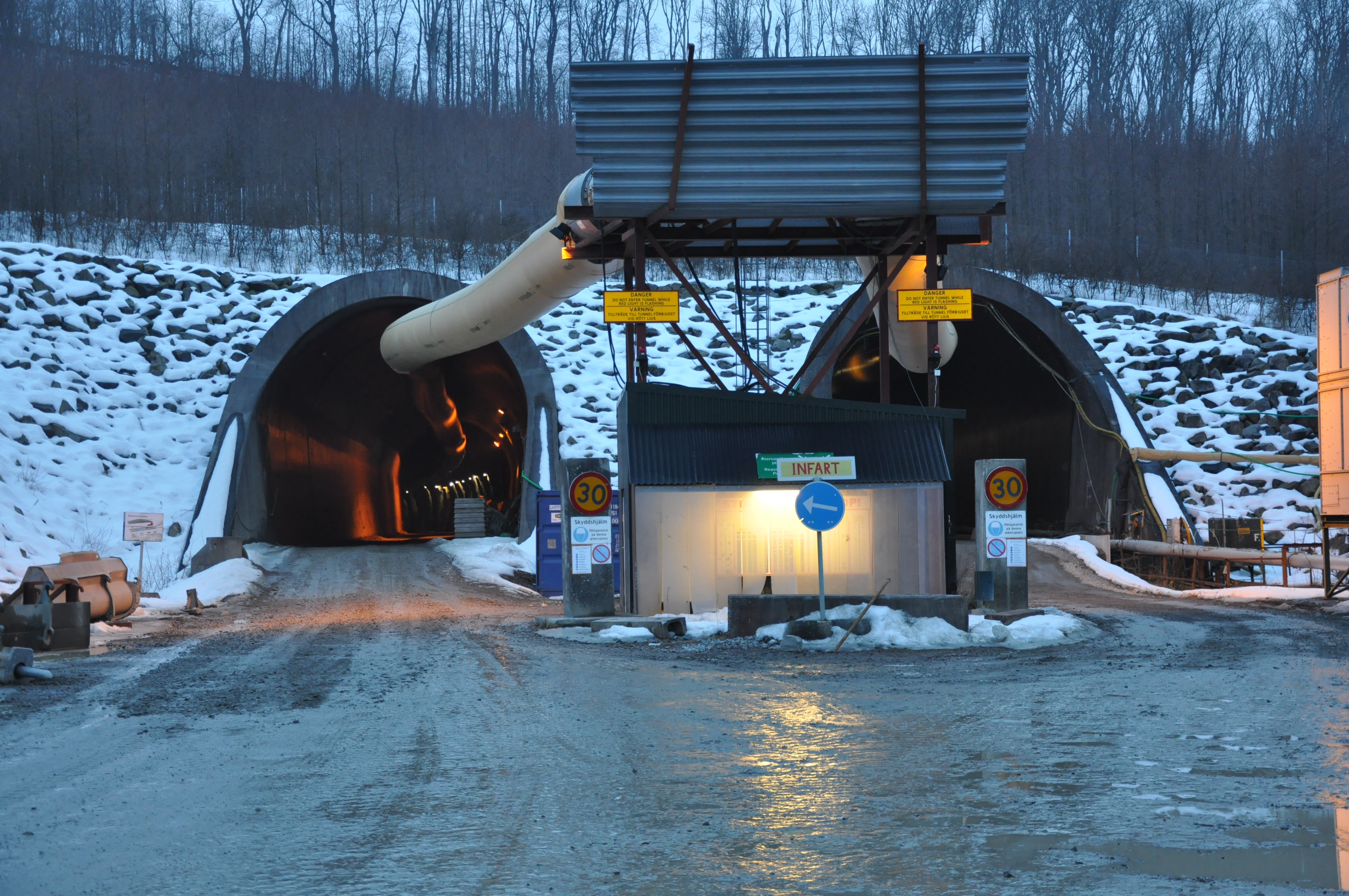
Tunnelns nordportal vid Båstad.

Som entreprenör valde Banverket bolaget Kraftbyggarna, ett dotterbolag till Vattenfall. Bygget startade 1992 och tunneln skulle enligt den första tidsplanen stå färdig 1997. Kraftbyggarna hade skaffat en tunnelborrningsmaskin, kallad Hallborr, som de ansåg skulle kunna ta sig igenom åsen med en hastighet på 100 meter i veckan.  Trots detta körde Hallborr fast efter endast 13 meter. Borrmaskinen skapade ett mothåll för framdrift med hydraulkolvar som spändes ut mot berget som visade sig vara alldeles för svagt för sådana krafter. Kraftbyggarna blev därefter tvungna att använda den mer konventionella metoden borra-ladda-spräng.  Eftersom mycket mer vatten än tillåtet läckte in fick också mycket tid läggas på tätning. Därigenom blev tunnelbygget försenat och man kunde se ännu större förseningar framför sig eftersom läckaget gjorde att man inte kunde ha för lång otätad sträcka av tunneln. För att ta igen förseningen ville Banverket 1994 anlägga en eller två arbetstunnlar för att kunna driva tunneln även från mitten (mellanpåslag). Ingången till dessa arbetstunnlar skulle anläggas uppe på åsen och under arbetet skulle det innebära vissa, om än tillfälliga, störningar på miljön. Planerna på mellanpåslag möttes med protester från boende och från kommunen. I augusti förklarade Båstads kommunfullmäktige att dessa planer var oacceptabla. Kommunen vägrade också att ge Banverket bygglov, ett beslut som överklagades av Banverket till länsstyrelsen i Kristianstad. I början av 1996 gjorde kommunen och Banverket en uppgörelse där man lämnade bygglovet mot att Vägverket tidigarelade vägprojekt till ett värde av 95 miljoner kronor.
Under arbetet med tunneln visade det sig snabbt att vattenläckaget från åsen var mycket större än beräknat. Kraftbyggarna blev tvingade att lämna projektet och Vattenfall blev tvungna att betala 700 miljoner i skadestånd till Banverket. Kraftbyggarna lades ned efter det. Nu var den totala kostnaden uppe i ca 1,3 miljarder, det vill säga lika mycket som Kraftbyggarna/Vattenfall hade beräknat för hela entreprenaden. Skanska blev ny entreprenör. I avtalet mellan Skanska och Banverket fastställdes att bygget skulle vara klart den 25 november 1999, annars fick Skanska betala vite för varje veckas försening. Enligt avtalet skulle Banverket stå för tätningsmedel och fördyrade materialkostnader. Problemet med läckaget verkar ha överraskat Skanska, trots Kraftbyggarnas stora problem. Det berodde delvis på att Banverket skyllt alla problem på Kraftbyggarna. Under det första året bestod arbetet främst i att täta tunneln och arbetet med att gräva tunneln stod ofta stilla. Tätningen bestod av att man dels pumpade in (injekterade) ultrafin cement i sprickor. Trots detta lät Skanska det läcka vatten mer än dubbelt mot tillåtet, och brunnar sinade på åsen.
Det stod så småningom klart att cement inte räckte för att hindra läckage utan det krävdes ett lättflytande medel som kunde nå alla sprickor och sedan stelna. Våren 1997 hade man börjat pröva Rhoca-Gil från franska Rhône-Poulenc för tätning. Medlet är baserat på akrylamid och metylakrylamid vilka är både mutagena och carcinogena samt giftigt vid inandning, förtäring och hudkontakt. Tillverkaren tonade dock ned miljöriskerna och hävdade att de giftiga ämnena skulle bli mycket utspädda och i Banverket och Skanskas kontakter med kommunen framhävdes att riskerna för miljön var små. Kommunens miljöinspektör krävde dock att man skulle använda en mindre farlig produkt. Även lokala organisationer krävde byggstopp och användandet av alternativa medel. Under våren och sommaren använde Skanska Rhoca-Gil på en sträcka av 100 meter i tunneln men på hösten 1997 kom de första varningstecknen. Mätningar visade att gränsvärdena för formaldehyd och akrylamid hade överskridits. Fisken i Vadbäcken dog och betande kor på åsen visade förlamningssymptom. Det visade sig att Rhoca-Gil innehöll mer akrylamid än man trodde. I den kalla och fuktiga miljön förenades inte Rhoca-Gils komponenter som avsett och stora mängder gift följde med det läckande vattnet ut ur tunneln. Det visade sig också att tunnelarbetare hade förgiftats vid handhavandet av medlet. Kommunikationsministern Ines Uusmann uttalade i en nyhetssändning: "Om man kan åka till månen fram och tillbaka, så kan man också tycka att det är rimligt att tycka att man ska kunna bygga den här tunneln och andra stora tunnlar miljösäkert."

### 1998–2005

#### Rättsprocesser
Banverket beslöt att stoppa bygget. Den 5 oktober 1997 blev Skanska och Banverket polisanmälda av kommunen. Sammanlagt fick polisen ungefär 15 polisanmälningar som riktades mot personer inom Banverket, Skanska och Rhône-Poulenc. I den följande rättsprocessen ansågs Skanska ha haft ansvaret för att gift spreds i området runt åsen medan Banverket ansågs ha haft ansvaret för att grundvattennivån sänktes. I maj 1999 åtalades tre personer vid Skanska av överåklagare Sven-Erik Alhem. Åklagaren yrkade också företagsbot för både Skanska och Banverket vad gäller de förgiftade tunnelarbetarna. Åtalen riktades mot två chefer vid Skanska för arbetsmiljöbrott samt en direktör vid Rhône-Poulencs svenska bolag för brott mot lagen om kemiska produkter. I juni 2001 dömdes den sistnämnde till 90 dagsböter à 650 kronor, det vill säga drygt 60 000 kronor. I januari 2002 fälldes de två cheferna på Skanska. Den ene Skanska-chefen dömdes till dagsböter på 54 000 kronor för vållande av miljöstörning, den andre Skanska-chefen till dagsböter på 30 000 kronor för arbetsmiljöbrott. Skanska fick betala en företagsbot på maxbeloppet 3 miljoner kronor. Åtalet mot Banverket och tre chefer ledde först inte till något eftersom åklagaren drog tillbaka åtalet några veckor innan rättegången skulle inledas. En månad senare beslutade riksåklagaren att ta upp målet igen. Tingsrätten friade i juni 2002 Banverket och dess chefer. Den friande domen fastställdes av hovrätten 2003. Riksåklagaren överklagade den friande domen till Högsta domstolen som dock valde att endast ta upp frågan om det krävdes tillstånd enligt vattenlagen för att leda bort vattnet från ett bygge. HD ansåg att detta var tillståndspliktigt och med den förutsättningen togs målet upp i tingsrätten igen. Tingsrätten fann i mars 2006 att det var ett brott att dubbelt så mycket vatten som Vattendomstolen hade gett tillstånd för hade letts ut ur tunneln. Av de tre åtalade cheferna på Banverket hade en avlidit och tingsrätten lade ansvaret på denna medan de övriga två friades. Tingsrätten dömde också Banverket till en företagsbot på 1,5 miljoner kronor.
I december 2002 stämde svenska staten Rhône-Poulencs svenska dotterbolag Rhodia för att få ersättning för de kostnader staten hade i samband med miljöskandalen. Företaget menar att det är Skanska som är ansvarigt eftersom man inte använde medlet korrekt.  Rättegången ägde rum april–september 2007 och slutade med att staten förlorade och att Rhodia inte anses ersättningsskyldigt.
I februari 2007 åtalades två chefer vid Skanska-Vinci och Banverket för vållande av miljöstörning. Bakgrunden är att stora mängder av cement hamnade i Lyabäcken 2003 och dödade djurlivet där. Rättegång i målet började hösten 2007  och slutade med att båda åtalade friades.

#### Skadeersättningar
Eftersom tunnelarbetet fört med sig sinande brunnar på åsen beslöt Banverket 2001 att bekosta ett kommunalt vattenledningsnät till alla fastigheter längs med tunnelsträckan. Omkring 300 fastigheter blev anslutna till Båstads kommunala dricksvattennät under de följande åren. Byggkostnaden för Banverkets del landade på 43 miljoner, därutöver gick ett bidrag på 6 miljoner till ett nytt kommunalt vattenverk som byggdes i Atteköp på en höjd av 205 m ö.h. på åsen. Med en total höjd på 225 m ö.h. säkrar det nya vattentornet dricksvattenförsörjningen för hela kommunen.

### Tunnelbygget från 2005 och framåt

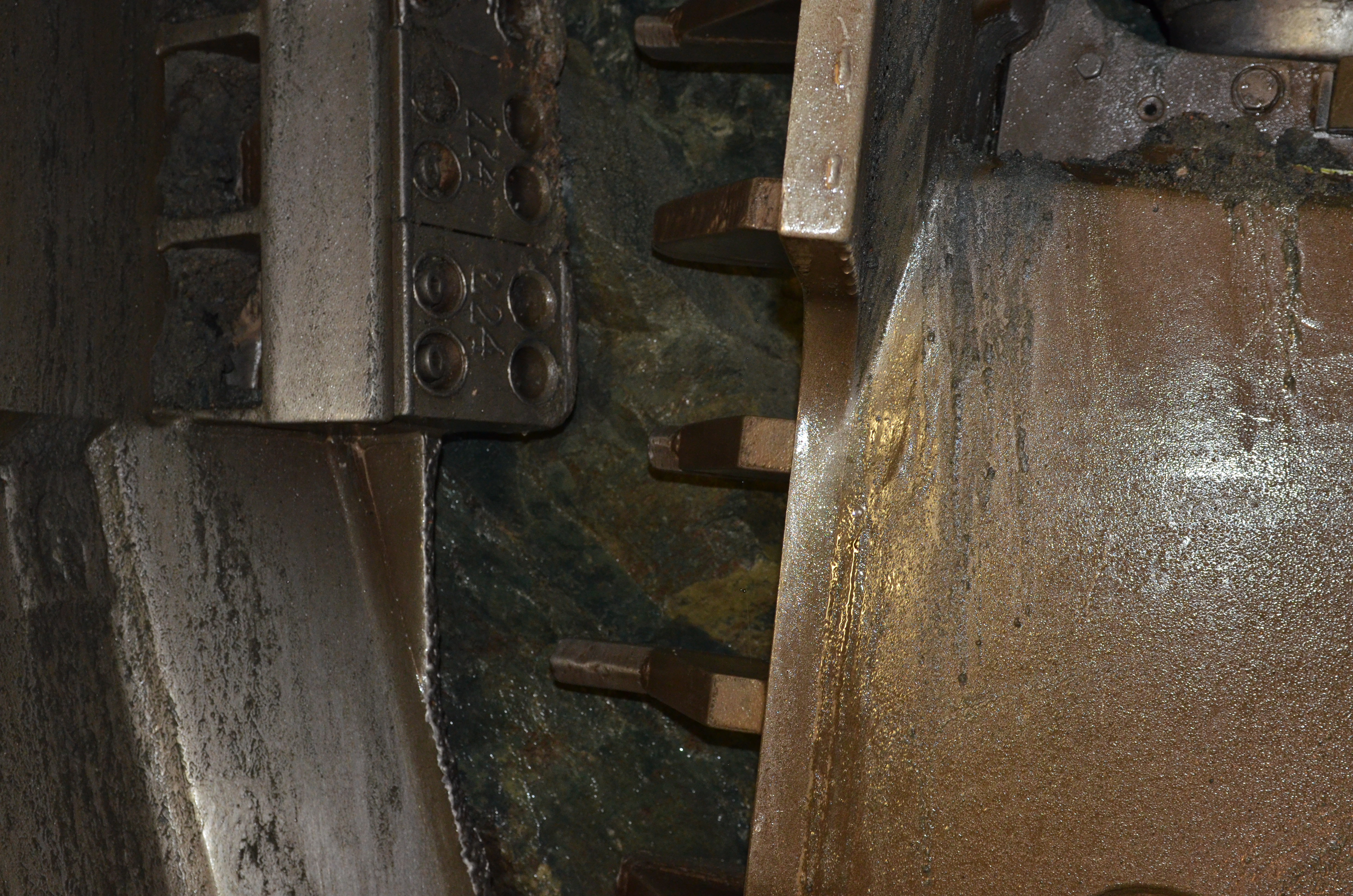
Berget framför tunnelborrmaskinen, sett genom borrkronan.

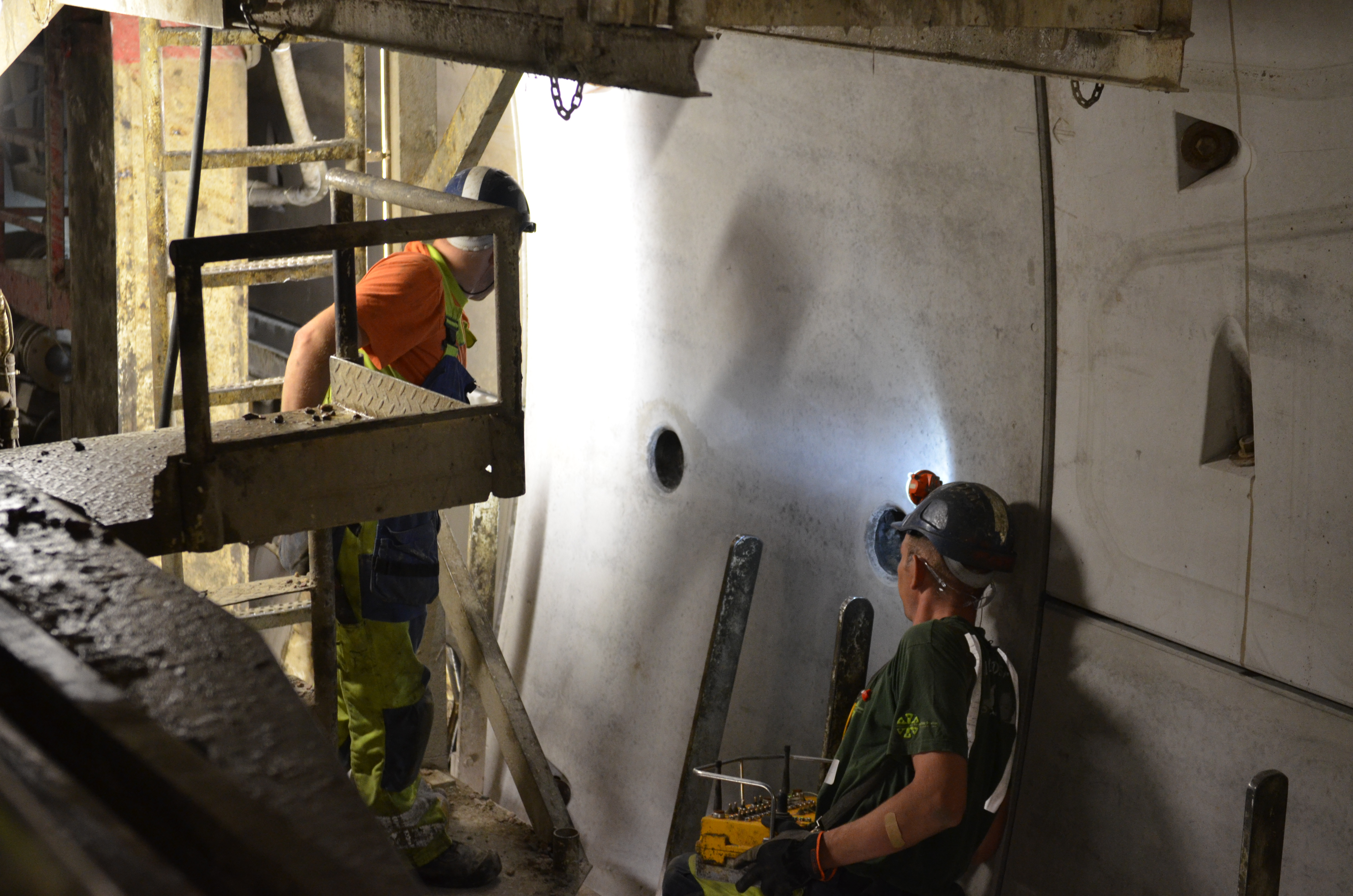
Montering av tunnelrörets betongsegment.

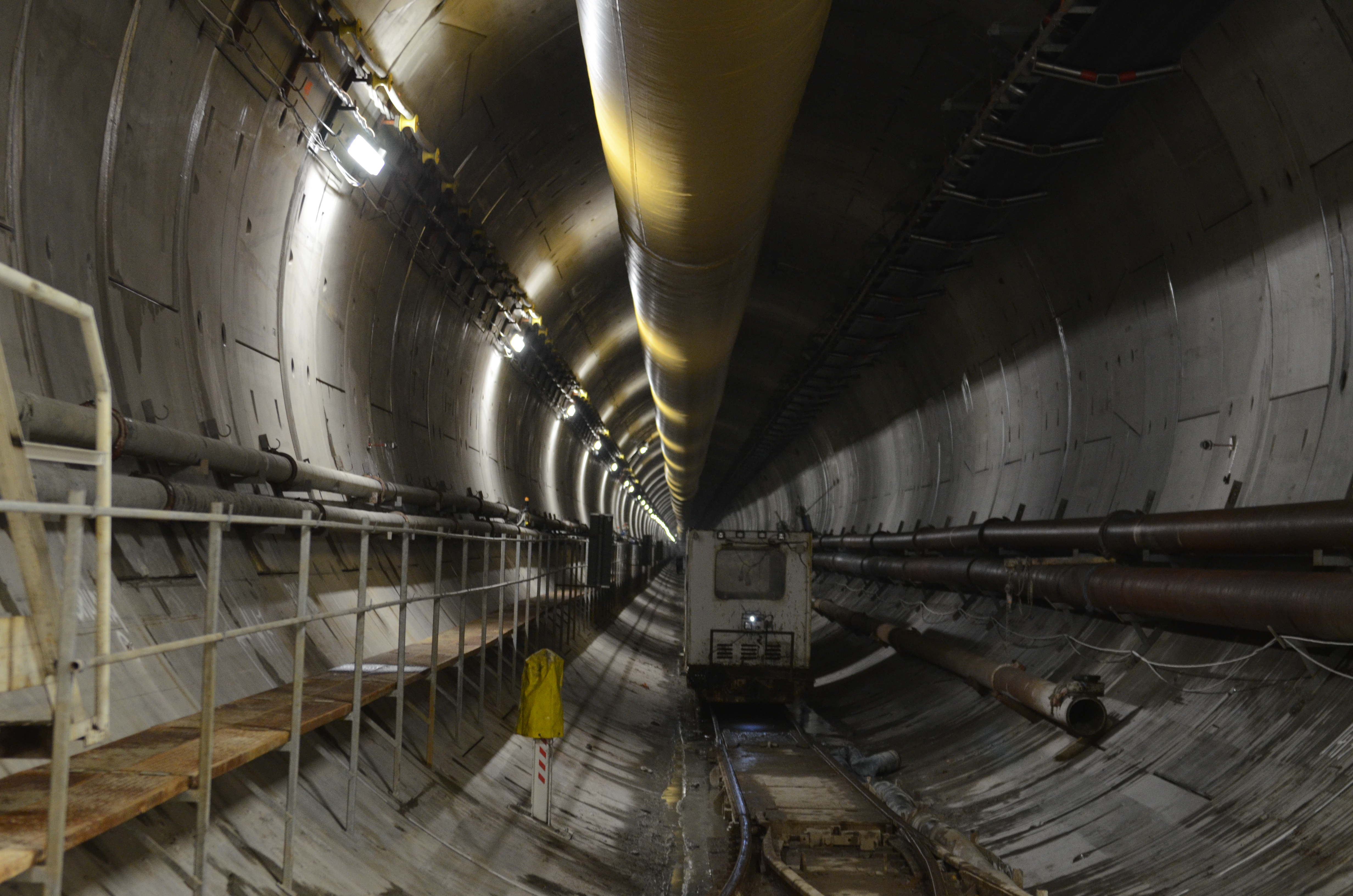
Den borrade och betongklädda tunneln.

#### Ny byggteknik
För att borra sig igenom Hallandsåsen installerade Skanska-Vinci och Banverket 2005 en för Sverige ny typ av tunnelborrmaskin som lämpar sig bättre för geologin i Hallandsåsen. Maskinen, kallad Åsa, byggdes av Herrenknecht i Schwanau, vägde 3200 ton och kostade cirka 500 miljoner kronor. Till skillnad från den tidigare borren Hallborr kunde Åsa driva en tunnel i både berg (borrning) och lera (sköld). Åsa består i huvudsak av en sköld och ett borrhuvud. Bakom borrmaskinen finns en cirka 200 meter lång bakrigg som servar borrmaskinen med allt som behövs för borrnings- och tätningsarbetet. Skölden hindrade vatten från att läcka in och skyddade tunnelarbetarna från infallande berg. Åsa arbetade sig framåt genom att det roterande borrhuvudet trycktes mot berget och spräckte loss det. Bergmassorna fördes sedan ut ur tunneln via ett transportband. Grundvatten som läckte in pumpades vidare till ett vattenreningsverk utanför tunneln. För att avancera tog Åsa spjärn med hjälp av domkrafter mot det betongrör, lining, som samtidigt byggdes bakom tunnelfronten. Betongröret består av segment som göts utanför tunneln, och transporterades in till maskinen som monterade dem. Segmenten monterades i 2,2 meter breda ringar, där varje ring består av åtta segment. Ytterdiametern på den borrade tunneln är 10,6 meter, ytterdiametern på liningen är 10,12 meter, där utrymmet mellan lining och berg fylldes upp med betong. Varje betongsegment väger 12 ton, och totalt behövdes cirka 40 000 segment för projektet.

#### 2010: Möllebackzonen och genombrott
En mycket svårarbetad del i tunnelbygget är den så kallade Möllebackzonen vid det norra tunnelpåslaget där berget är väldigt dåligt. För att kunna ta sig igenom denna del valde Banverket att frysa ner avsnittet genom att cirkulera en saltlösning som håller en temperatur på -40 °C. Frysningen utfördes i två steg, i det första steget fanns en mindre arbetstunnel som nådde fram till platsen där frysningen av steg två utfördes. I slutet av maj 2010 nådde tunnelborrmaskinen Åsa fram till denna arbetstunnel. Det var då 750 meter kvar att borra (med full diameter) av det östra tunnelröret. Den 25 augusti 2010 skedde genombrottet, då stora delar av fronten rasade klockan 13.12. En knapp timme senare kunde arbetarna på borrmaskinen vinka genom borrhuvudet.
Efter genombrottet i mottagningskammaren demonterades borrhuvudet från resten av maskinen, och bakriggen backades tillbaka för att börja borra med ett nytt borrhuvud i den västra tunneln. Det använda borrhuvudet renoverades och inväntade Åsa vid mellanpåslaget i västra tunneln, då det var dags för nytt borrhuvud igen.
Nedanstående tabell illustrerar antalet meter tunnel borrad med Åsa under 2010. Vid årets början var maskinen i närheten av Möllebackzonen, vid slutet av vecka 1 hade Åsa totalt borrat 4565 meter tunnel.
| Diagram över tunnelborrningens framåtskridande per vecka från vecka 1 till vecka 34, 2010 |
| ----------------------------------------------------------------------------------------- |
|                                                                                           |

#### 2011–2013: Borrning i västra tunnelröret
I mars 2011 började Åsa borra i det västra tunnelröret och cirka ett år senare, den 3 april 2012 kom borrmaskinen fram till mellanpåslaget som var ett bergrum som togs ut på 1990-talet när tunnelbyggarna öppnade upp fler fronter för att påskynda tunnelbygget och bestod av ett 40 meter långt utrymme 150 meter nedanför markytan längs med tunnelsträckningen. Efter att borrmaskinen passerat mellanpåslaget fylldes bergrummet igen. 4 september 2013 bröt Åsa igenom och den västra tunneln var borrad i sin hela längd. För att skapa det västra tunnelröret borrades 5429 meter.
| Diagram över tunnelborrningens framåtskridande per vecka från vecka 10, 2011 till vecka 36, 2013 |
| ------------------------------------------------------------------------------------------------ |
|                                                                                                  |

#### 2012–2015 Betong- och järnvägsarbeten

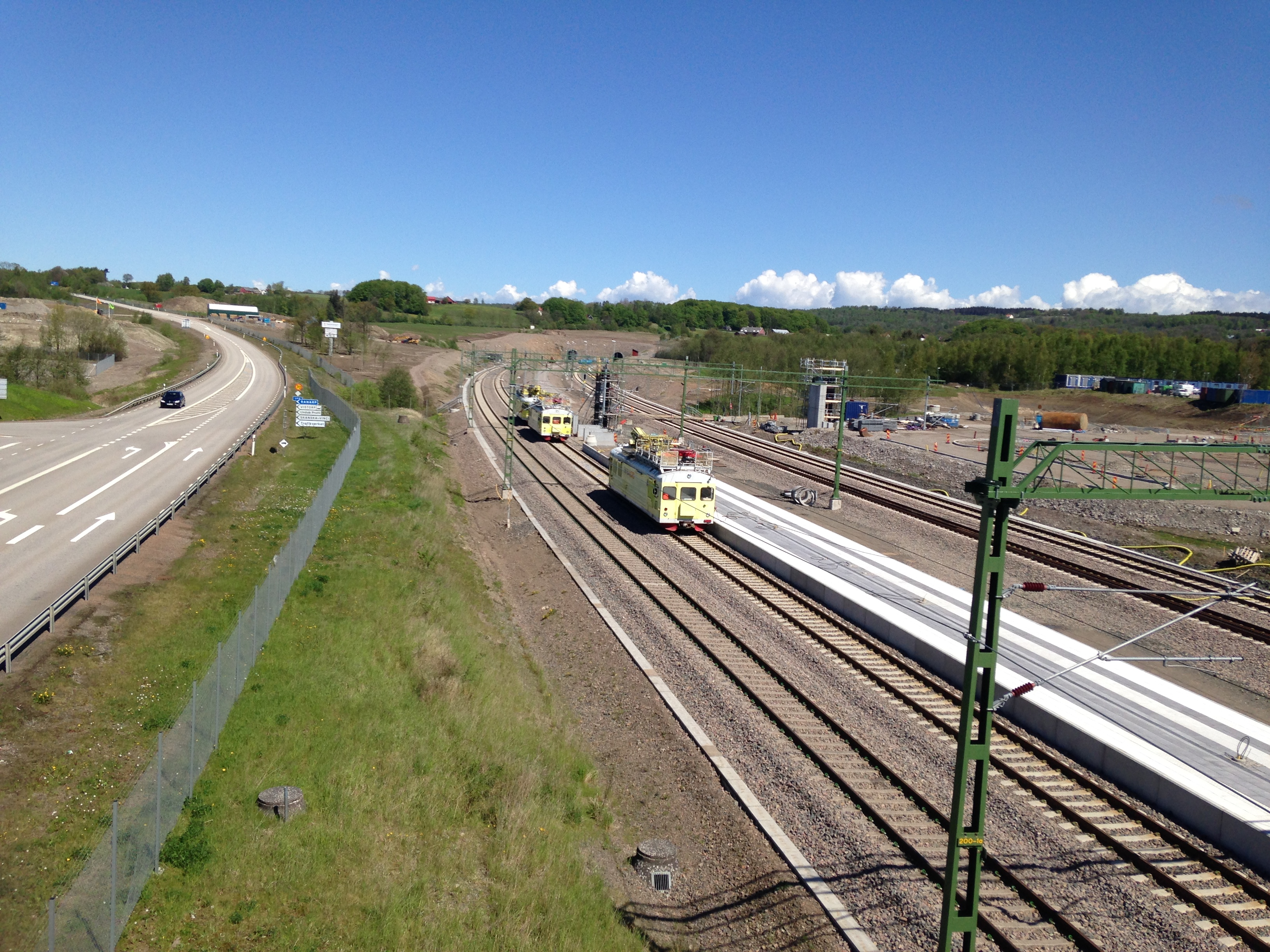
Kontaktledningsarbete vid södra tunnelmynningen och Förslövs pågatågsstation i maj 2015.

Efter genombrottet i den östra tunneln har man byggt tvärtunnlar, efter hand som motsvarande delar i det västra röret är klara. Betonginklädnaden i de borrade delarna gjordes efterhand som borrningen fortskred, men man har också klätt in delarna från 1990-talet med betong eftersom ökade byggkrav krävt det. Den 10 januari 2013 hade 18 av 19 tvärtunnlar blivit utsprängda. Tvärtunnlar skapas var 500:e meter med en längd av 20 meter och en diameter av 5 meter.
För att få tvärtunnlarna släta och cirkulära göts ett vattentätt betongrör inne i tunnlarna. De största utmaningarna med att bygga tvärtunnlarna är att hålla området så torrt som möjligt samt att få anslutningen mellan tvärtunnel och huvudtunnel helt tät. När tvärtunnlarna och betonginklädnaden var klara lades ballast och spår ut och därefter installerades kontaktledning och signaler. Den 5 november 2015 stängdes den gamla enkelspåriga banan av för all trafik, och de avslutande arbetena med anslutningen av tunneln till Västkustbanan påbörjades. Invigningen skedde den 8 december 2015 och reguljär trafik inleddes den 13 december.

### Kostnader
Slutsumman för tunnelbygget har beräknats till 10,8 miljarder kronor (2008 års byggkostnadsläge), vilket var cirka elva gånger mer än vad som budgeterades när projektet påbörjades 1989.
Man räknade år 2008 med att normala dubbelspåriga järnvägstunnlar i berg kostar cirka 1,5–2,0 miljarder kronor per mil, medan denna kostar 12 miljarder kronor per mil. Som jämförelse kostar Citybanan under Stockholms innerstad cirka 20 miljarder kronor per mil, och Västlänken under Göteborgs innerstad cirka 25 miljarder kronor per mil. Tunnelbygget blev klart i december 2015, 18 år efter den ursprungliga planens datum för färdigställande.
En beräkning som gjordes av Banverket 1998 visade att den sammanlagda nyttan av projektet som mest kom upp i 2,7 miljarder kronor. Då beräknades kostnaden till 4,3 miljarder kronor. 2006 var den siffran uppe i 7,5 miljarder kronor. I mars 2011 beräknades kostnaden till 11 miljarder kronor. I Trafikverkets investeringsplan som presenterades i juni 2013 beräknades Hallandsåstunneln kosta 11,9 miljarder.
Om det totala priset för tunneln slås ut per meter så blir priset internationellt sett ungefär i mitten av vad motsvarande tunnelbyggen, med motsvarande vattentryck, har kostat.[källa behövs] Ett exempel är Gotthardbastunneln (med högre vattentryck) som kostade cirka 1,8 miljarder kr per km.

## Geologi
Tunneln korsar tre större vittringszoner i berget som har förseglats för att undvika grundvattenflöde in till tunneln. Inflödet av vatten från vittringszonerna har bidragit till att sänka grundvattennivån nära ytan ovanför tunneln. Borrningen av tunneln har också lett till upptäckten av sedimentära bergarter från Triasperioden i en gravsänka i åsen.

## Tidslinje
| År   | Händelse |
| ---- | --- |
| 1975 | Statens Järnvägar presenterar en idé om en tunnel. |
| 1985 | Nytt tunnelförslag med delvis bakgrund i ”Scandinavian Link” en påtryckningsrörelse.                                                                        |
| 1991 | Sveriges riksdag beslutar att genomföra tunnelbygget och avsätter pengar.                                                                                   |
| 1992 | Bygget påbörjas av Kraftbyggarna med tunnelborr. |
| 1993 | Stoppas på grund av borrteknik som inte passat bergkvaliteten. Övergår till borra-spränga.                                                                  |
| 1994 | Borrning återupptas. |
| 1995 | Kraftbyggarna drar sig ur projektet. Uppdraget övergår till Skanska.                                                                                        |
| 1997 | Stoppas på grund av giftskandal med Rhoca-Gil. |
| 2005 | Skanska-Vinci återupptar borrningarna. |
| 2010 | Tunnelborren gör genombrott i östra tunnelröret den 25 augusti klockan 13:10.                                                                               |
| 2013 | 4 september: Genombrott i västra tunnelröret |
| 2015 | Trafikstart 13 december 2015. |
| 2016 | I slutet av januari upptäcks vibrationer i vissa tåg, och hastigheten genom tunneln begränsas. I mitten av mars tillåts tågen köra med full hastighet igen. |
| 2021 | PFAS hittat i tunnelvattnet från Hallandsåstunneln. |